# Naso hexacanthus
Naso hexacanthus е вид бодлоперка от семейство Acanthuridae. Видът не е застрашен от изчезване.

## Разпространение и местообитание
Разпространен е в Австралия, Американска Самоа, Британска индоокеанска територия, Бруней, Вануату, Виетнам, Гуам, Джибути, Египет, Еритрея, Йемен, Израел, Източен Тимор, Индия (Андамански и Никобарски острови), Индонезия, Йордания, Камбоджа, Кения, Кирибати (Гилбъртови острови, Лайн и Феникс), Китай, Кокосови острови, Коморски острови, Коста Рика (Кокос), Мавриций, Мадагаскар, Майот, Малайзия, Малдиви, Малки далечни острови на САЩ (Атол Джонстън, Лайн, Мидуей, Остров Бейкър, Уейк и Хауленд), Маршалови острови, Мианмар, Микронезия, Мозамбик, Науру, Ниуе, Нова Каледония, Оман, Остров Рождество, Острови Кук, Палау, Папуа Нова Гвинея, Параселски острови, Питкерн, Провинции в КНР, Реюнион, Самоа, Саудитска Арабия, САЩ (Хавайски острови), Северни Мариански острови, Сейшели, Сингапур, Соломонови острови, Сомалия, Острови Спратли, Судан, Тайван, Тайланд, Танзания, Токелау, Тонга, Тувалу, Уолис и Футуна, Фиджи, Филипини, Франция (Клипертон), Френска Полинезия, Френски южни и антарктически територии (Нормандски острови), Южна Африка и Япония.
Обитава крайбрежията и скалистите дъна на полусолени водоеми, океани, морета и рифове в райони с тропически климат. Среща се на дълбочина от 6 до 150 m, при температура на водата от 22,5 до 29 °C и соленост 34,2 – 35,6 ‰.

## Описание
На дължина достигат до 75 cm.
Популацията на вида е стабилна.